# Equipe costarriquenha na Copa Billie Jean King
A equipe costarriquenha na Copa Billie Jean King representa a Costa Rica na Copa Billie Jean King, principal competição de tênis feminina por equipes do mundo. É administrada pela Federación Costarricense de Tenis.

## História
A Costa Rica competiu pela primeira vez em 1992. Seu melhor resultado foi o 4º lugar do Grupo II das Américas de 2001.

## Última convocação
Para o Grupo II das Américas de 2022, entre 25 e 30 de abril:
- Ariana Rahmanparast
- Eugenia Camacho
- Nicole Alfaro
- Andrea Brenes